# Filippo Maria Visconti (Bischof)

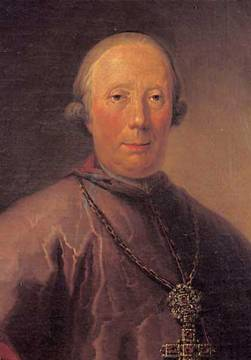
Filippo Maria Visconti (Gemälde von Paolo Borroni, ca. 1790)

Filippo Maria Visconti (* 19. August 1721 in Massino Visconti; † 30. Dezember 1801 in Lyon) war ein italienischer Geistlicher und Erzbischof von Mailand.

## Leben
Filippo Maria Visconti, aus einem alten italienischen Adelsgeschlecht stammend, erhielt am 31. Mai 1749 die Priesterweihe. Durch seine Verwandtschaft mit dem früheren Erzbischof Federico Visconti stieg er rasch zum Propst des Mailänder Domkapitels auf.
Am 25. Juni 1784 wurde er zum neuen Erzbischof von Mailand ernannt. Die Bischofsweihe empfing er nur zwei Tage später von Kardinal Antonio Eugenio Visconti. Mitkonsekratoren waren Girolamo Volpi und Francesco Saverio Cristiani. Danach reiste der neue Erzbischof nach Rom, wohl auch um sich die Unterstützung von Papst Pius VI. zu sichern. Angesichts des Wirkens seines Vorgängers Giuseppe Pozzobonelli und seines eher einfachen Charakters hielten ihn viele für ungeeignet für das Amt. Gegenüber der Habsburgermonarchie, zu der die Lombardei damals gehörte, und den staatskirchlichen Bestrebungen des Josephinismus zeigte sich Visconti sehr nachgiebig. So überließ er auf Weisung Josephs II. ein historisches Institutsgebäude, von Federico Borromeo gegründet, der österreichischen Verwaltung als Regierungssitz (heute Palazzo del Senato). Auch stimmte er der Schließung der vom hl. Karl Borromäus errichteten tridentinischen Priesterseminare und der Neuschaffung eines staatlich kontrollierten Seminars in Pavia zu.
Als 1800 die Truppen Napoleons in Mailand eintrafen, musste Filippo Maria Visconti nach Padua fliehen, konnte jedoch wenig später nach Mailand zurückkehren. Im folgenden Jahr starb er 80-jährig in Lyon, wohin er im Auftrag der französischen Regierung gereist war. Er wurde später im Mailänder Dom beigesetzt.